# Спигт, Яп
Яп Спигт (нидерл. Jaap Spigt, полное имя Якобус Корнелис Спигт, Jacobus Cornelis Spigt; 1 декабря 1923, Амстердам — 31 июля 1999, Амстердам) — нидерландский клавесинист.
Окончил Амстердамскую консерваторию, где учился, в частности, у Антона ван дер Хорста (орган) и Япа Спандермана (дирижирование); затем получил также диплом Гаагской консерватории (1949) по классу клавесина Янни ван Веринг. На рубеже 1940—1950-х гг. выступал с Кесом Оттеном и его Амстердамским ансамблем блокфлейт, в 1956 г. аккомпанировал первому сольному концерту Оттена в зале Консертгебау; Оттену и Спигту посвящена соната для блокфлейты и клавесина Хенка Бадингса (1967). В 1966—1981 гг. возглавлял Баховский хор в Зандаме (нидерл. Zaans Bachkoor), затем преподавал в Амстердамской консерватории. Записал альбом дуэтов для органа и клавесина с Гертом Остом.